# Hervey Cleckley
Hervey Milton Cleckley (Augusta, 1903 – 28 gennaio 1984) è stato uno psichiatra statunitense, pioniere nel campo della psicopatia.
Il suo libro, The Mask of Sanity, pubblicato originariamente nel 1941 e rivisto in nuove edizioni fino agli anni '80, fornì la più influente descrizione clinica della psicopatia nel ventesimo secolo. Il termine "maschera di sanità" deriva dalla convinzione di Cleckley che uno psicopatico può apparire normale e persino coinvolgente, ma che la "maschera" nasconde un disturbo mentale. Al momento della sua morte, Cleckley fu ricordato soprattutto per un vivido studio di una paziente, pubblicato come libro nel 1956 e trasformato in un film, La donna dai tre volti, nel 1957. La sua relazione sul caso rese nuovamente popolare in America la controversa diagnosi di disturbo di personalità multipla.
Il concetto di psicopatia continua ad essere influente per essere parte della diagnosi del disturbo antisociale di personalità, e per la percezione pubblica di questo disturbo.

## Biografia
Cleckley è nato ad Augusta, in Georgia, nel sud-est degli Stati Uniti. I suoi genitori erano il dottor William Cleckley e Cora Cleckley. Sua sorella minore, Connor Cleckley, fu istruita per qualche tempo in Inghilterra (ad es. Headington School, Oxford) e in seguito si sarebbe sposata e sarebbe stata vedova di Aquilla J. Dyess, l'unica persona ad aver ricevuto i più alti riconoscimenti dell'America sia per l'eroismo civile che militare (la medaglia Carnegie e, postuma dopo la seconda guerra mondiale, la Medal of Honor).
Cleckley si è diplomato al liceo dell'Accademia di Richmond nel 1921, poi si è laureato nel 1924 con lode presso l'Università della Georgia (UGA) di Athens, dove ha praticato football e atletica leggera. Cleckley ha vinto una borsa di studio per studiare all'Università di Oxford, in Inghilterra, laureandosi nel 1926 con un Bachelor of Arts.
Cleckley ha poi conseguito il dottorato presso la University of Georgia Medical School (ora noto come Medical College of Georgia) ad Augusta nel 1929. Dopo diversi anni di pratica psichiatrica presso la Veterans Administration, è diventato professore di psichiatria e neurologia presso il Medical College of Georgia e nel 1937 il primario di psichiatria e neurologia presso l'Ospedale universitario di Augusta. Nel 1955, Cleckley fu nominato professore clinico di psichiatria e neurologia presso la facoltà di medicina e divenne presidente fondatore del Dipartimento di Psichiatria e comportamento della salute. Ha prestato servizio come consulente psichiatrico al Veterans Administration Hospital di Augusta e all'ospedale militare americano di Camp Gordon. Era membro del comitato forense del gruppo per l'avanzamento della psichiatria e membro del consiglio americano di psichiatria e neurologia e della società per la psichiatria biologica. Ha anche lavorato nello studio privato di psichiatria insieme a Corbett Thigpen e in seguito anche a Benjamin Moss, Jere Chambers e Seaborn McGarity. La sua prima moglie fu Louise Martin Cleckley; dopo la sua morte ha sposato Emily Sheftall Cleckley.

## Psicopatia
Nel 1941, Cleckley scrisse la sua opera magna, The Mask of Sanity: An Attempt to Clarify Some Issues About the So-Called Psychopathic Personality. Questo testo divenne un punto di riferimento negli studi di casi psichiatrici e fu ripetutamente ristampato nelle edizioni successive. Cleckley ha revisionato e ampliato il lavoro con ogni edizione pubblicata; la seconda edizione americana pubblicata nel 1950 fu descritta da Cleckley come un libro effettivamente nuovo.
The Mask of Sanity si distingue per la sua tesi centrale, secondo la quale lo psicopatico esibisce la normale funzione secondo i criteri psichiatrici standard, ma si impegna privatamente in comportamenti distruttivi. Il libro aveva lo scopo di aiutare con l'individuazione e la diagnosi dello sfuggente tratto psicopatico, ai fini della palliazione, e non offriva alcuna cura per la condizione stessa. L'idea di un maestro di inganno che segretamente non possedeva restrizioni morali o etiche, ma si comportava in pubblico con funzionamento eccellente, elettrizzò la società americana e portò ad un maggiore interesse sia per l'introspezione psicologica che per l'individuazione di psicopatici nascosti nella società in generale, portando ad un raffinamento della parola stessa in quello che è stato percepito come un termine meno stigmatizzante, "sociopatico".